# Gamma Canis Majoris
Désignations
Gamma Canis Majoris (γ CMa / γ Canis Majoris), également nommée Muliphein, est une étoile de la constellation du Grand Chien. Elle est visible à l'œil nu avec une magnitude apparente de +4,12. D'après la mesure de sa parallaxe annuelle par le satellite Hipparcos, l'étoile est située à environ 440 années-lumière de la Terre. Elle s'en éloigne à une vitesse radiale héliocentrique de +31 km/s.

## Nomenclature
γ Canis Majoris, latinisé Gamma Canis Majoris, est la désignation de Bayer de l'étoile. Elle porte également la désignation de Flamsteed de 23 Canis Majoris. On ne sait pas exactement pourquoi cette étoile relativement faible a reçu la désignation « gamma », mais c'est peut-être dû au fait qu'elle est dans la même zone de la constellation que Sirius (Alpha) et Mirzam (Beta).
Elle porte également le nom traditionnel de Muliphein, officialisé par l'Union astronomique internationale le 21 août 2016, à ne pas confondre avec Muhlifain, qui est Gamma Centauri ; les deux noms proviennent de la même racine arabe, محلفين muħlifayn.

## Propriétés
γ Canis Majoris est classée comme une géante lumineuse bleue-blanche de type spectral B8II. Malgré cette classification, les modèles d'évolution stellaire suggèrent qu'elle est soit encore sur la séquence principale, soit qu'elle commence tout juste à en sortir. C'est une étoile chimiquement particulière à mercure et manganèse dont le spectre montre des raies inhabituellement fortes du mercure et du magnésium.
L'étoile apparaît être cinq à sept fois plus massive que le Soleil et être âgée de 42 à 99 millions d'années. Son rayon est 5,5 à 11,5 fois plus grand que le rayon solaire, elle est près de 760 fois plus lumineuse que le Soleil et sa température de surface est de 13 600 K. Elle tourne sur elle-même à une vitesse de rotation projetée de 37 km/s, et il lui faut 6,16 jours pour compléter une rotation.
γ Canis Majoris est suspectée d'être une binaire spectroscopique, et un compagnon candidat lui a été détecté à une distance angulaire de 0,332″ et selon un angle de position de 114,8°.